# Романан, Мари-Люс
Мари-Люс Романан (фр. Marie-Luce Romanens; 19 января 1973) — швейцарская ориентировщица, чемпионка мира по спортивному ориентированию.
Мари-Люс выиграла короткую дистанцию на чемпионате мира в Германии в 1995 году.
Это было первое индивидуальное золото Швейцарии на чемпионатах мира.
Она также выиграла серебро на чемпионате мира 2003 в спринте и бронзовую медаль в эстафете 1997 года.
На короткой дистанции чемпионата мира 1997 года в Норвегии она разделила третье место с норвежской Ханне Стафф. Обе спортсменки показали одинаковое время (25:56) и им обоим были вручены бронзовые медали.
В 2001 году Мари-Люс выиграла марафон по горному бегу Юнгфрау — полная марафонская дистанция с набором высоты более 1000 метров. Результат, показанный Мари-Люс (3:21:03) оставался лучшим результатом среди женщин в горном марафоне Юнгфрау до 2011 года.
Её лучший результат в плоском марафонском беге 2:35:54.
Мари-Люс закончила свою беговую карьеру в 2003 года из-за череды травм ахилла. В настоящее время живет в Швейцарии (англ. Villars-sur-Glâne), работает учителем химии и биологии.